# Consistório Ordinário Público de 1979
Anunciado em 29 de maio de 1979, em 30 de junho de 1979, durante o seu primeiro consistório, Papa João Paulo II criou quatorze cardeais eleitores mais um nomeado in pectore. Com a criação dos novos cardeais eleitores o número dos cardeais eleitores passa a cento e vinte, limite máximo fixado por Papa Paulo VI em 1973. Os quinze novos purpurados foram:

## Cardeais eleitores
| Nº                  | País                 | Nome                                  | Idade              | Cargo                                    | Título ou Diaconia                                             |
| Cardeais eleitores  | Cardeais eleitores   | Cardeais eleitores                    | Cardeais eleitores | Cardeais eleitores                       | Cardeais eleitores                                             |
| ------------------- | -------------------- | ------------------------------------- | ------------------ | ---------------------------------------- | -------------------------------------------------------------- |
| 1                   | Itália               | Agostino Casaroli                     | 64                 | pró-secretário da Secretaria de Estado   | Cardeal-presbítero de Santos Doze Apóstolos                    |
| 2                   | Itália               | Giuseppe Caprio                       | 64                 | presidente da A.P.S.A.                   | Cardeal-diácono de Santa Maria Auxiliadora na Via Tuscolana    |
| 3                   | Itália               | Marco Cé                              | 53                 | patriarca de Veneza                      | Cardeal-presbítero de São Marcos                               |
| 4                   | Itália               | Egano Righi-Lambertini                | 73                 | núncio apostólico na França              | Cardeal-diácono de São João Bosco na Via Tuscolana             |
| 5                   | Vietname             | Joseph-Marie Trinh van-Can            | 58                 | arcebispo de Hà Nôi                      | Cardeal-presbítero de Santa Maria em Via                       |
| 6                   | Itália               | Ernesto Civardi                       | 72                 | secretário da Congregação para os Bispos | Cardeal-presbítero de São Teodoro                              |
| 7                   | México               | Ernesto Corripio y Ahumada            | 60                 | arcebispo de Cidade do México            | Cardeal-presbítero de Imaculada em Tiburtino                   |
| 8                   | Japão                | Joseph Asjiro Satowaki                | 75                 | arcebispo de Nagasaki                    | Cardeal-presbítero de Nossa Senhora da Paz                     |
| 9                   | França               | Roger Marie Élie Etchegaray           | 56                 | arcebispo de Marselha                    | Cardeal-presbítero de São Leão I                               |
| 10                  | Itália               | Anastasio Alberto Ballestrero, O.C.D. | 65                 | arcebispo de Turim                       | Cardeal-presbítero de Santa Maria sobre Minerva                |
| 11                  | República da Irlanda | Tomás Ó Fiaich                        | 55                 | arcebispo de Armagh                      | Cardeal-presbítero de São Patrício                             |
| 12                  | Canadá               | Gerald Emmett Carter                  | 67                 | arcebispo de Toronto                     | Cardeal-presbítero de Santa Maria na Traspontina               |
| 13                  | Polónia              | Franciszek Macharski                  | 52                 | arcebispo de Cracóvia                    | Cardeal-presbítero de São João na Porta Latina                 |
| 14                  | Polónia              | Władysław Rubin                       | 61                 | secretário geral do Sínodo dos Bispos    | Cardeal-diácono de Santa Maria em Via Lata                     |
| Cardeais In Pectore |                      |                                       |                    |                                          |                                                                |
| 15                  | China                | Ignatius Kung Pin-mei                 | 77                 | bispo de Shanghai (China)                | seu nome foi revelado no Consistório Ordinário Público de 1991 |